# Inez van der Veen
Inez van der Veen (Burgum, 30 september 2003) is een  voetbalspeelster uit Nederland. Ze speelt als middenvelder voor Sc Heerenveen.

## Carrière
Van der Veen begon haar carrière bij FC Burgum. In 2022 stapte ze over naar Sc Heerenveen.
In januari 2023 liep van der Veen een zware blessure op waardoor ze een lange tijd uit de roulatie ligt.

## Statistieken
| Seizoen    | Club          | Land      | Competitie | Wedstrijden | Doelpunten |
| ---------- | ------------- | --------- | ---------- | ----------- | ---------- |
| 2022-heden | Sc Heerenveen | Nederland | Eredivisie | 0           | 0          |
| Totaal     | Totaal        | Totaal    | Totaal     | 0           | 0          |

Laatste update: 5 januari 2024